# Bestraigiškių kaimo apylinkės
Bestraigiškių kaimo apylinkės este o arie protejată (sit de importanță comunitară — SCI) din Lituania întinsă pe o suprafață de 62,1 ha, integral pe uscat.

## Localizare
Centrul sitului Bestraigiškių kaimo apylinkės este situat la coordonatele 54°10′42″N 23°47′37″E / 54.1783°N 23.7936°E.

## Înființare
Situl Bestraigiškių kaimo apylinkės a fost declarat sit de importanță comunitară în iulie 2008 pentru a proteja 1 specie de animale.

## Biodiversitate
Situată în ecoregiunea boreală, aria protejată nu include niciun habitat protejat.
La baza desemnării sitului se află o specie protejată de  reptile: țestoasa de baltă (Emys orbicularis).